# Sphaerochthonius bengalensis
Sphaerochthonius bengalensis är en kvalsterart som beskrevs av Pranabes Sanyal och Sengupta 1990. Sphaerochthonius bengalensis ingår i släktet Sphaerochthonius och familjen Sphaerochthoniidae. Inga underarter finns listade i Catalogue of Life.